# كارتر ديهافن
كارتر ديهافن (بالإنجليزية: Carter DeHaven)‏ مواليد 5 أكتوبر 1886 في شيكاغو - الوفاة 20 يوليو 1977 في لوس أنجلوس، هو ممثل ومخرج أمريكي بدأ مسيرته الفنية سنة 1903. من أعماله الديكتاتور العظيم. امتدت مسيرته الفنية لأكثر من 62 عاما.

## روابط خارجية
- كارتر ديهافن على موقع IMDb (الإنجليزية)
- كارتر ديهافن على موقع أول موفي (الإنجليزية)
- كارتر ديهافن على موقع قاعدة بيانات برودواي على الإنترنت (الإنجليزية)
- كارتر ديهافن على موقع قاعدة بيانات الأفلام السويدية (السويدية)
- كارتر ديهافن على موقع قاعدة بيانات الفيلم (الإنجليزية)
- كارتر ديهافن على موقع كينوبويسك (الروسية)